# 日本麻将体育協会
日本麻将体育協会（にっぽんまーじゃんたいいくきょうかい、Japan Mahjong Sports Association:JMSA）は国際公式ルール（中国公式ルール、通称中麻（ちゅんま））を普及推進する麻将競技団体である。1999年6月、国際公式麻将協会として設立。海外の大会にも積極的に選手を派遣している。

## 歴史
1998年10月の「北京国際都市健康麻将交流大会」で東京チームが優勝したのを機に、同チームメンバーの張建民が1999年6月に「国際公式麻将協会」として設立した。なお張の父、張和祥は麻雀発祥の地とされる寧波（ニンポー、ねいは。中国浙江省）出身である。2002年4月、日本麻将体育協会と改称。

## 主催タイトル戦
- 日本選手権（2001年開始）

歴代優勝者
第1回　高見沢治幸
第2回　東平知己
第3回　童飛（中国寧波）
第4回　高見沢治幸(2)
第5回　井戸田耕二
第6回　三原孝博
第7回　国原徹
第8回　佐藤和広
第9回　岩沢和利
第10回　森牧人
第11回　内田慶
第12回　山口満
第13回　北浦康弘
第14回　清水豊
第15回　山口満(2)
第16回　李文竜（中国北京）
第17回　内田慶(2)
第18回　Low Kee Chung(シンガポール)
第19回　手塚ゆり
第20回　野崎佑磨
第21回　高坂英伸
第22回　櫻井一幸
第23回　北浦康弘(2)
春節競技会（2004年開始、第3回から第11回まで王貞治杯春節競技会。第5回から団体戦、第7回から各本部・支部対抗、第16回は団体戦、第17回から名称変更し個人戦）
歴代優勝者
第1回　張建民
第2回　田中洋
第3回　鈴木寿佳子
第4回　梨木聡
第5回　チーム国原（国原徹・八木忠雄・釘宮公人・釘宮百香里）　個人優勝　国原徹
第6回　東北A（津村勝也・遠藤貴由・佐藤和広・山口正恒）　個人優勝　遠藤貴由
第7回　東北本部（小野寺克之・山本裕司・北浦康弘・鈴木芳洋）　個人優勝　福井裕介
第8回　北海道本部（福井裕介・千葉雅人・新谷秀隆・須貝誠）　個人優勝　鈴木寿佳子(2)
第9回　北海道本部（新谷秀隆・蒲原史起・福井裕介・千葉雅人）　個人優勝　大脇弥市郎
第10回　本部（高見沢治幸・芳賀常代・三宅浩一・浅羽英隆）　個人優勝　高見沢治幸
第11回　本部（柏木拓・釘宮百香里・釘宮公人・三宅浩一）　個人優勝　新谷秀隆
第12回　本部（吉沢洋志・三宅浩一・柏木拓・田中洋）　個人優勝　吉沢洋志
第13回　関西本部（児島直隆・辻野光哉・清水豊・井口義浩）　個人優勝　児島直隆
第14回　関西本部（伊藤雅子・高坂英伸・辻野光哉・和田大樹）　個人優勝　須貝誠
第15回　千葉支部（土屋政士・小松知樹・袁瑶・宮川純一）　個人優勝　土屋政士
第16回　関西僥倖団」(辻野光哉・和田大樹・井口義浩・中唯一)　個人優勝　野崎佑磨
2020年　休止
2021年　休止
春節杯 十六羅漢賽
第17回　内田慶

日本リーグ（2003年開始、リーグ戦。第7回から中麻研究リーグ八将戦と改称）
歴代優勝者
第1期　青野滋
第2期　青野滋(2)
第3期　井出洋介
第4期　井戸田耕二
第5期　井出洋介(2)
第6期　小田宏一
第7期　張建民
第8期　青野滋(3)
第9期　張建民(2)
第10期　井出洋介(3)
第11期　戸構亮
第12期　井出洋介(4)
第13期　青野滋(4)
第14期　鈴木芳洋
第15期　内田慶
第16期　張建民(3)
第17期　鈴木芳洋(2)
第18期　井出洋介(5)
第19期　青野滋(5)
第20期　鈴木芳洋(3)
第21期　櫻井一幸

## 海外試合の主な成績

### 団体
1998年10月　北京都市対抗　優勝　東京チーム（井出洋介・原浩明・高見沢治幸・張建民）
2000年9月　上海都市対抗　準優勝　東京第1チーム（井出洋介・張建民・三宅浩一・福本敏男）
2001年6月　寧波都市対抗　3位　東京チーム（張建民・井出洋介・東平知己・山本裕司）
2004年5月　青島精鋭試合　準優勝　東京チーム（張建民・井出洋介・青野滋・三原孝博）　
2004年5月　第5回牌王賽（天津）　優勝　仙台チーム（青木和久・高田浩志・奥脇幸太・岩沢和利）
2005年10月　中国選手権（天津）　優勝　Aチーム（張建民 ・青野滋・鈴木寿佳子・井戸田耕二）　準優勝　Bチーム（釘宮公人・釘宮百香里・池田正彦・小田宏一）　
2007年6月　第2回ヨーロッパ選手権（デンマーク・コペンハーゲン）　優勝　東京チーム（手塚ゆり・釘宮百香里・千葉雅人・鈴木寿佳子）　
2007年11月　峨眉山世界選手権　3位　大阪チーム（岩沢和利・井戸田耕二・小田宏一・釘宮公人）
2008年4月　パリ・フランス国際　準優勝　日本チーム（釘宮公人・釘宮百香里・浅輪尚孝・ベノア＝仏）
2009年6月　第3回ヨーロッパ選手権（オーストリア・バーデン）　優勝　京都チーム（井戸田耕二・青野滋・釘宮公人・小田宏一）
2010年4月　第11回牌王賽（天津）　3位　日本チーム（青野滋・鈴木寿佳子・釘宮公人・井戸田耕二）

### 個人
| 年月日         | 氏名       | 大会名                                              | 順位   |
| -------------- | ---------- | --------------------------------------------------- | ------ |
| 1999年10月17日 | 三原孝博   | 北京釣魚台国賓館日中交流大会                        | 優勝   |
| 2004年5月30日  | 三原孝博   | 青島精鋭試合                                        | 準優勝 |
| 2005年6月24日  | 千葉雅人   | 第1回ヨーロッパ選手権（オランダ・ナイメーヘン）     | 優勝   |
| 2007年6月24日  | 小田宏一   | 第2回ヨーロッパ選手権（デンマーク・コペンハーゲン） | 準優勝 |
| 2008年4月27日  | 釘宮百香里 | 第3回パリ国際トーナメント                           | 3位    |
| 2009年7月4日   | 井戸田耕二 | 第3回ヨーロッパ選手権（オーストリア・バーデン）     | 優勝   |
| 2012年7月29日  | 小野寺克之 | ハンガリー選手権                                    | 優勝   |
| 2012年7月29日  | 小野寺克之 | シシィカップ                                        | 優勝   |
| 2014年7月6日   | 鈴木芳洋   | 第5回ヨーロッパ選手権（フランス・ストラスブール）   | 優勝   |
| 2016年9月11日  | 高坂英伸   | 杭州国際精鋭邀請賽                                  | 準優勝 |
| 2017年3月12日  | 大堀龍一   | 第18回牌王賽（南昌）                                | 優勝   |
| 2017年5月28日  | 鈴木芳洋   | 第6回ヨーロッパ選手権（ポルトガル・ポルト）         | 優勝   |
| 2018年3月18日  | 小野寺克之 | 第19回牌王賽（貴陽）                                | 準優勝 |